# S. I. Hayakawa
Pour les articles homonymes, voir Hayakawa (homonymie).
Samuel Ichiye Hayakawa, dit S. I. Hayakawa, né le 18 juillet 1906 à Vancouver et mort le 27 février 1992 à Greenbrae, est un universitaire et homme politique américain membre du Parti républicain.
D'origine japonaise, il est professeur d'anglais, puis président de l'université d'État de San Francisco avant d'entrer en politique. Il est élu sénateur de Californie au Congrès des États-Unis en 1976 et effectue un unique mandat de 1977 à 1983 ; Pete Wilson lui succède.